# Quintanilla del Molar
Quintanilla del Molar est une commune de la province de Valladolid dans la communauté autonome de Castille-et-León en Espagne.

## Géographie
Les communes de Quintanilla del Molar et de Roales de Campos constituent une enclave de la province de Valladolid à l'intérieur de la province de Zamora (voir enclave de Roales et de Quintanilla (es)).

## Sites et patrimoine
L'édifice le plus caractéristique de la commune est l'église Saint Thomas d'Aquin (Santo Tomás de Aquino).